# 논산 관촉사 석조미륵보살입상
논산 관촉사 석조미륵보살입상(論山 灌燭寺 石造彌勒菩薩立像)은 대한민국 충청남도 논산시에 위치한 사찰인 관촉사에 있는 불상으로 고려시대 최대 석조 미륵보살 입상이다.
흔히, 은진 미륵이라고 부른다. 968년(고려 광종 19년)부터 1006년까지 공사를 작업했다. 

## 역사
968년(고려 광종 19년)에 공사를 시작하여 37년이나 걸려 1006년(목종 9년)에 완성되었다. 관촉사가 있던 옛 지명이 충청남도 논산시 은진면 관촉리(현재의 관촉동)로 은진미륵(恩津彌勒)으로 널리 알려져 있다.
1963년 1월 21일 대한민국의 보물 제218호 관촉사석조미륵보살입상(灌燭寺石造彌勒菩薩立像)으로 지정되었다가, 2010년 8월 25일 현재의 명칭으로 변경되었고, 2018년 4월 20일 대한민국의 국보 제323호로 승격되었다.

## 규모

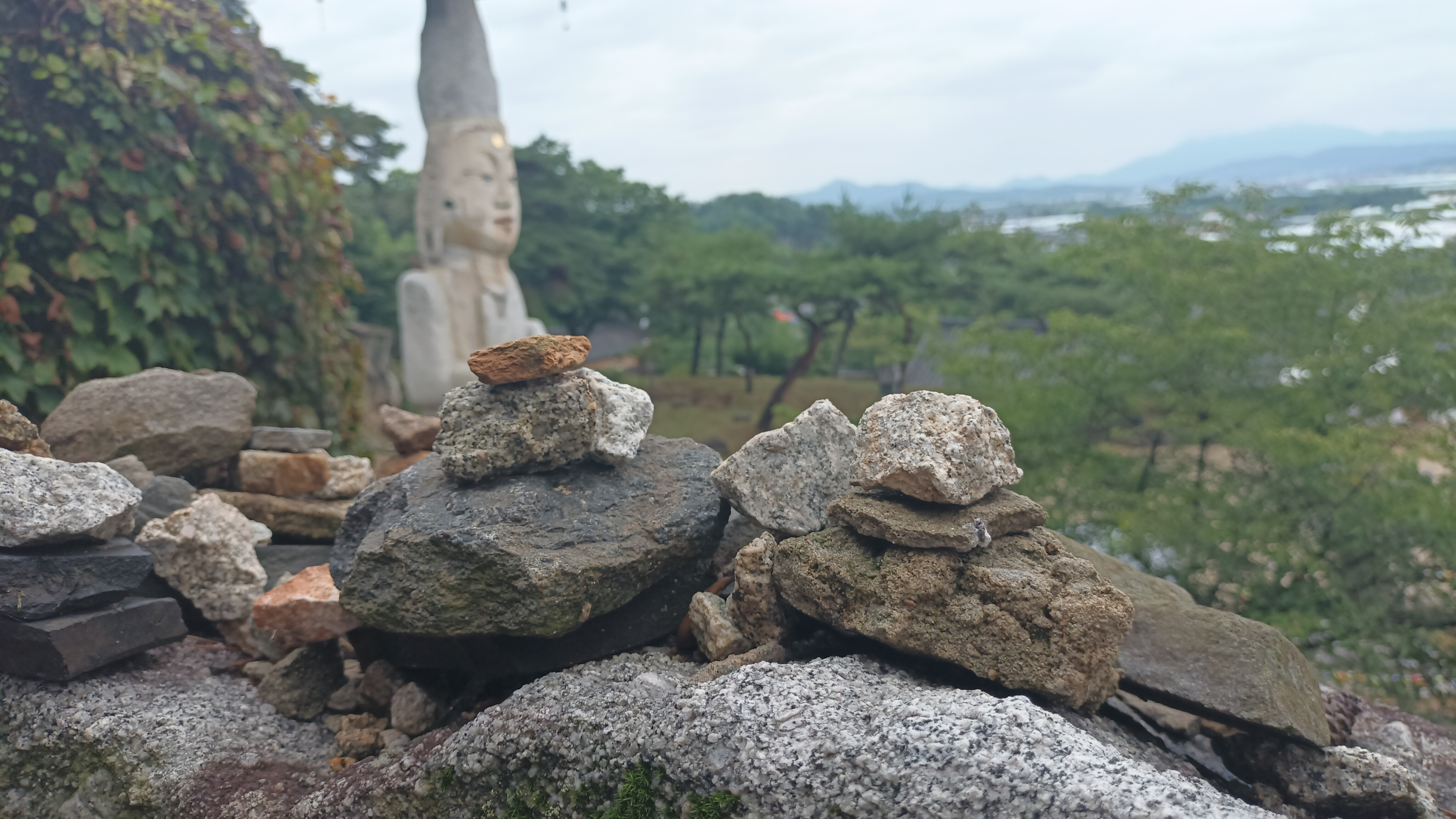
중생대 쥐라기 반상 화강섬록암과 석불

높이 18.12미터, 둘레 9.9미터로 국내 최대의 석불이다. 중생대 쥐라기의 반상 화강암 암반 위에 허리 아랫부분, 상체와 머리 부분을 각각 하나의 돌로 조각하여 연결하였다. 바닥에서 어깨까지는 11.62미터, 어깨에서 보관까지 4.07미터, 보관높이 2.43미터, 귀길이 1.8미터, 입 1.06미터이다. 하체는 원래 그 자리에 우뚝 솟아 있던 원석으로 만들었고, 상체는 계룡석으로 논산시 연산면 고적리 쇠머리에서 가져왔다. 관촉사 사적비 내용에 따르면 혜명스님을 비롯한 백공(석공) 100여명이 건설하였다고 한다.

## 형태
머리에는 구름무늬 같은 머리카락이 조각되어 있고 그 윗부분의 관까지는 정으로 다듬은 흔적이 있고, 관은 8각형으로 깎았다. 그 위에 2중의 보관을 올리고 관의 네 귀에는 청동제 방울을 달았다. 얼굴은 이마가 좁고 턱이 넓은 역제형(사다리꼴)으로 눈이 옆으로 길게 돌아갔고 코, 입, 귀는 모두 크고 토속적인 느낌이다. 굵은 목에는 3도가 있고, 귀는 어깨까지 내려오며, 좁은 어깨에는 가로무늬가 있고 몸중앙으로 몇 개의 U형 옷주름을 둘른 단조로운 무늬의 법의가 걸쳐져 있고, 양손은 가슴까지 들어올려 한손에는 꽃가지를 들고 있고 왼손은 엄지와 중지를 맞대고 있는데 이는 아미타여래의 중품하생인을 표현한 듯하다.
눈코입은 과장되어 있는 무정형의 안면으로 턱밑에 음각선이 비만해 보이고, 불신은 어깨와 동체 폭이 같은 석주형으로 4등신의 비사실적 비례로 서민에게 친밀감을 준다. 평야지대의 그리 높지 않은 언덕에 우뚝 서있어 들녘에서 일하는 농부나 길을 가는 행인들도 쉽게 볼 수 있다. 통일신라의 불상조각 보다는 정교하지 못하나, 규모의 장대함이나 고려시대 독자적인 특이한 양식으로 토속신앙과 불교가 혼합된 석불상이다.

## 국보 승격 사유
'논산 관촉사 석조미륵보살입상'은 고려 광종(光宗, 재위 949～975)의 명으로 968년경 승려 조각장 혜명(慧明)이 제작한 우리나라 최대 규모의 석불로서, 1963년 1월 21일 보물 제218호로 지정․관리되어 오다가, 이번에 고려시대 신앙과 불교조각사에 있어서의 위상을 재평가 받아 국보로 승격하게 되었다.
석불과 관련된 기록은 고려 말 승려 무외(無畏)가 쓴 「용화회소(龍華會䟽)」를 비롯해『신증동국여지승람(新增東國輿地勝覽)』(1530년), 고려 문인 이색(李穡, 1328～1396)의 시 등에서 찾아 볼 수 있으며, 내용을 종합해 보면 고려왕실의 전폭적인 지원 아래 당대 뛰어난 조각장이 참여하여 제작된 작품임을 알 수 있다.
보살상은 좌우로 빗은 머릿결 위로 높은 원통형 보관(寶冠)을 썼고 두 손으로 청동제 꽃을 들고 있다. 널찍하고 명료한 이목구비와 균제되지 않는 압도적인 크기 등은 한국 불상 중 가장 독창적이고 특색 있는 미의식을 창출한 대표적인 사례로 꼽힌다.
우아한 이상미(理想美)를 추구한 통일신라 조각과는 전혀 다른 파격적이고 대범한 미적 감각을 담고 있는 논산 관촉사 석조미륵보살입상은 우리나라 불교신앙과 조각사에 있어 중요한 위치를 차지하고 있을 뿐 아니라 독창성과 완전성 측면에서도 뛰어나 국보로서의 가치가 충분하다.

## 현지 안내문

### 국문 설명
논산 관촉사 석조미륵보살입상
論山 灌燭寺 石造彌勒菩薩立像
국보 제323호
논산 관촉사 석조미륵보살입상은 높이가 18m에 이르는 국내 최대 석불로서 보통 ‘은진미륵’이라고 한다. 미륵불은 석가모니가 구제하지 못한 중생을 구제하기 위해 석가모니가 열반한 후 56억 7천만 년이 지난 뒤에 나타난다는 부처이다.
절의 역사를 적은 사적비에 의하면 고려 광종 때 반야산에서 큰 돌을 발견하였고, 970년(광종 21)에 혜명대사가 석공 100명과 공사를 시작하여 37년이 지난 1006년(목종 9)에 불상을 완성했지만 너무 커서 이를 세우지 못하고 있다가 두 명의 동자가 강가에서 흙장난을 하는 모습을 보고서 불상을 세울 수 있었다고 한다. 당시 동자들은 평지에 불상의 아랫부분을 먼저 세운 다음 그 주변에 모래를 높이 쌓아 불상의 가운뎃부분을 위로 밀어 올리고, 다시 그 주변에 모래를 높이 쌓아 불상의 윗부분을 밀어 올리는 놀이를 하고 있었다. 훗날 이 마을은 모래 사다리라는 뜻으로 사제촌이라고 불렸다.
불상의 모습은 머리와 손을 강조한 표현 양식으로 인해 자비로운 보살이라기보다 토속적인 신의 모습을 보는 듯 위압적이며, 강한 메시지와 신비감을 느끼게 한다. 이 불상은 이상적인 우아함을 추구한 신라 불상과 전혀 다른, 파격적이고 대범한 미적 감각을 보이는 새로운 양식으로 불상 전체에서 느끼는 원초적인 힘은 고려 초기에 널리 유행한 불교 예술의 특징이 잘 나타난다. 10세기 후반 충청도에서 조성된 석조 불상의 모델로 부여 임천의 대조사 석조미륵보살입상과 함께 지방적 특색을 잘 드러내는 불상으로 평가된다.

### 영문 설명
Stone constraction of the standing statue of Maitreya Bodhisattva in Gwanchoksa Temple, Nonsan
National treasure No. 323
It is the largest stone Buddha in Korea, which is 18 meters tall. It is also called 'Eunjin Maitre'. Maitreya is the future Buddha that will appear 5.94 billion years after the birth of Buddha Shakyamuni, in order to save lives after the teaching of Buddha Shakyamuni perished. According to the historical records, a large stone was found in the mountain of Banya during the Goryeo Dynasty. In the 21st year of the Ming Dynasty (970), the Myeong Dae-jae started construction with 100 stone masons and completed the construction in 37 years (1006). However, they could not figure to erect the Buddha after its completion because of its size, until they got inspired by children from the village playing in the mud. They saw the children setting up the base part of the statue and using piles of mud to put another piece on top of the base statue.
The form of expression of the head and hands is not like a merciful Bodhisattva but is more like a folk pagoda, which is overpowering and bearing strong message and mystery. The aesthetic of this Buddha is distinctively new, completely different from the Shilla dynasty's which pursued the idealistic elegance. The original power felt in the whole Buddha is characteristic of the Buddhist art which is popular in the early Goryeo period. It is a model of a stone Buddha statue that was built in Chungcheong province in the late 10th century.

## 같이 보지
- 은진관촉리비로자나석불입상 - 충청남도 유형문화재 제88호
- 논산 관촉사 석문 - 충청남도의 문화재자료 제79호
- 논산 관촉사 석등 - 보지물 제232호

## 참고 자료
- 논산 관촉사 석조미륵보살입상 - 국가유산청 국가유산포털